# Christian Cyclopedia
Christian Cyclopedia, originariamente chiamata Lutheran Cyclopedia, è un compendio teologico pubblicato a stampa in un volume unico dalla casa editrice statunitense Concordia Publishing House.

## Storia editoriale
La prima edizione fu pubblicata a New York dalla Charles Scribners Sons col titolo di The Lutheran Cyclopedia. Il volume fu redatto del biblista e educatore luterano Henry Eyster Jacobs, presidente dell'American Society of Church History dal 1907 al 1908, del rev. John August William Haas, del Consiglio Generale delle Chiese Luterane del Nord America e del Seminario Teologico Luterano di Filadelfia.
Nel 1927,  a New York  fu data alle stampa un'edizione riveduta dalla casa editrice Concordia Publishing House, col titolo Concordia Cyclopedia. Il primo redattore era Ludwig E. Fuerbringer (1864-1947), ministro luterano e presidente del Concordia Seminary in St. Louis, padre del giornalista conservatore del Time Otto Fuerbringer.
Gli autori delle due edizioni appartenevano a differenti denominazioni luterane e su alcune voci espressero punti di vista differenti. Altri articoli subirono invece modifiche minime fra l'edizione originale del 1898 e quella pubblicata nel 2000.